# Tim Walz
Timothy James Walz (/wɔːlz/), ameriški politik, učitelj in častnik, *  6. april 1964, West Point, Nebraska. 
Nekdanji podčastnik ameriške vojske in upokojeni vzgojitelj, ki je od leta 2019 41. guverner Minnesote. Je član Demokratske stranke in njen predvideni kandidat za podpredsednika na volitvah predsednika Združenih držav Amerike 2024, na katerih bo za predsednico kandidirala Kamala Harris. Med letoma 2007 in 2019 je bil član predstavniškega doma Združenih držav Amerike, kjer je zastopal 1. kongresni okraj Minnesote.  
Med republikanci je poznan tudi kot Tamponasti Tim.

## Zasebno življenje
Tim Walz in Gwen Whipple sta se spoznala kot učitelja v Nebraski. Njun prvi zmenek je bil v kinu in restavraciji hitro pripravljene hrane Hardee's. Poročila sta se 4. junija 1994. Tim, ki je bil katoliško vzgojen, je po poroki z Gwen postal luteranec. Ima se za »minnesotskega luteranca« in za župnijo svoje družine je označil luteransko cerkev Pilgrim v St. Paulu v Minnesoti, skupnost evangeličanske luteranske cerkve v Ameriki.
Timov mlajši brat Craig je bil srednješolski učitelj naravoslovja v St. Charlesu v Minnesoti. Walzov starejši brat Jeff je bil nekdanji pomočnik ravnatelja na srednji šoli v okrožju Citrus v Floridi. Timova starejša sestra Sandy Dietrich je nekdanja učiteljica iz Alliance.
Walz je bil leta 1995 aretiran zaradi vožnje pod vplivom alkohola v okrožju Dawes v Nebraski. Priznal je krivdo za manjšo obtožbo nepremišljene vožnje, vozniško dovoljenje pa mu je bilo začasno odvzeto za 90 dni. Po incidentu je prenehal piti alkohol.
Zakonca sta se sedem let pred rojstvom otrok zdravila za neplodnost na kliniki Mayo. Leta 2001 se jima je rodila hči Hope, leta 2006 pa sin Gus. Zakonca sta Hope (dobesedno »upanje«) poimenovala po svojih čustvih ob nosečnosti.
Hope je leta 2018 diplomirala na srednji šoli Mankato West, leta 2023 pa na Državni univerzi v Montani. Dela kot učiteljica smučanja v letovišču Big Sky Resort in v zavetišču za brezdomce v Bozemanu v Montani. Hope se je pojavila v oglasih za Walzovo kampanjo v družabnih medijih. Zgodovinarka Kate Andersen Brower meni, da je ta vloga edinstvena za podpredsedniško kampanjo.
Gus obiskuje srednjo šolo Saint Paul Central. Kot najstniku so mu diagnosticirali neverbalno učno motnjo, motnjo aktivnosti in pozornosti in motnjo zaskrbljenosti. Hope in Gus sta se pojavila na odru demokratske nacionalne konvencije 2024, kjer je njuno solzno navijanje iz občinstva postalo viralno. Videoposnetki z Gusom so postali priljubljeni zaradi predstavljanja nevrodivergence, kar so poimenovali »Gusov učinek«.